# François Dulac
François-Étienne Dulac est un homme politique et architecte français né le 18 octobre 1834 à Charolles (Saône-et-Loire) et décédé le 20 octobre 1901 à Savianges (Saône-et-Loire), commune dont il était le maire et où il repose.

## Famille
Sa mère Aline Gelin (1801-1857), est la petite-fille du Conventionnel Jean-Marie Gelin. Il est le propriétaire du château de Savianges, qui a été acquis par son grand-père.

## Homme Politique
Il est maire de Savianges en 1870, et conseiller général du canton de Buxy en 1871. Il est aussi président de la société d'agriculture de l'arrondissement de Chalon-sur-Saône.
Il est sénateur de Saône-et-Loire de 1892 à 1900, inscrit au groupe de la Gauche démocratique. Il s'occupe surtout d'administration et de finances des collectivités locales. Son intervention à la tribune la plus remarquée concerne de la reconstruction de l’Opéra Comique à Paris, détruit par un incendie en 1887. Il demande en 1893 l’ouverture d’un concours d’architectes, et non une adjudication d’office.

## Architecte
En tant qu'architecte, François Dulac a construit 35 écoles et d'autres bâtiments publics en Saône-et-Loire. Influencée par le style néogothique, son œuvre s'inspire des principes de Viollet-le-Duc.
Ses écoles sont toutes différentes, mais on y retrouve l'usage massif de la pierre et l'utilisation d'arcades habituellement réservées à l'architecture religieuse. L'utilisation d'arcades de plein-cintre dans le style roman est sa signature la plus caractéristique, elle fait tendre son œuvre vers un style éclectique. 
Une de ces écoles est inscrite aux monuments historiques depuis 1991 pour façade et toiture : l'école du centre à Montceau-les-Mines.
On lui doit également des châteaux : le château des Crozes à Frontenaud, celui de Glairans à Mervans et un château à Uchizy.

Exemples d'écoles réalisées par Dulac
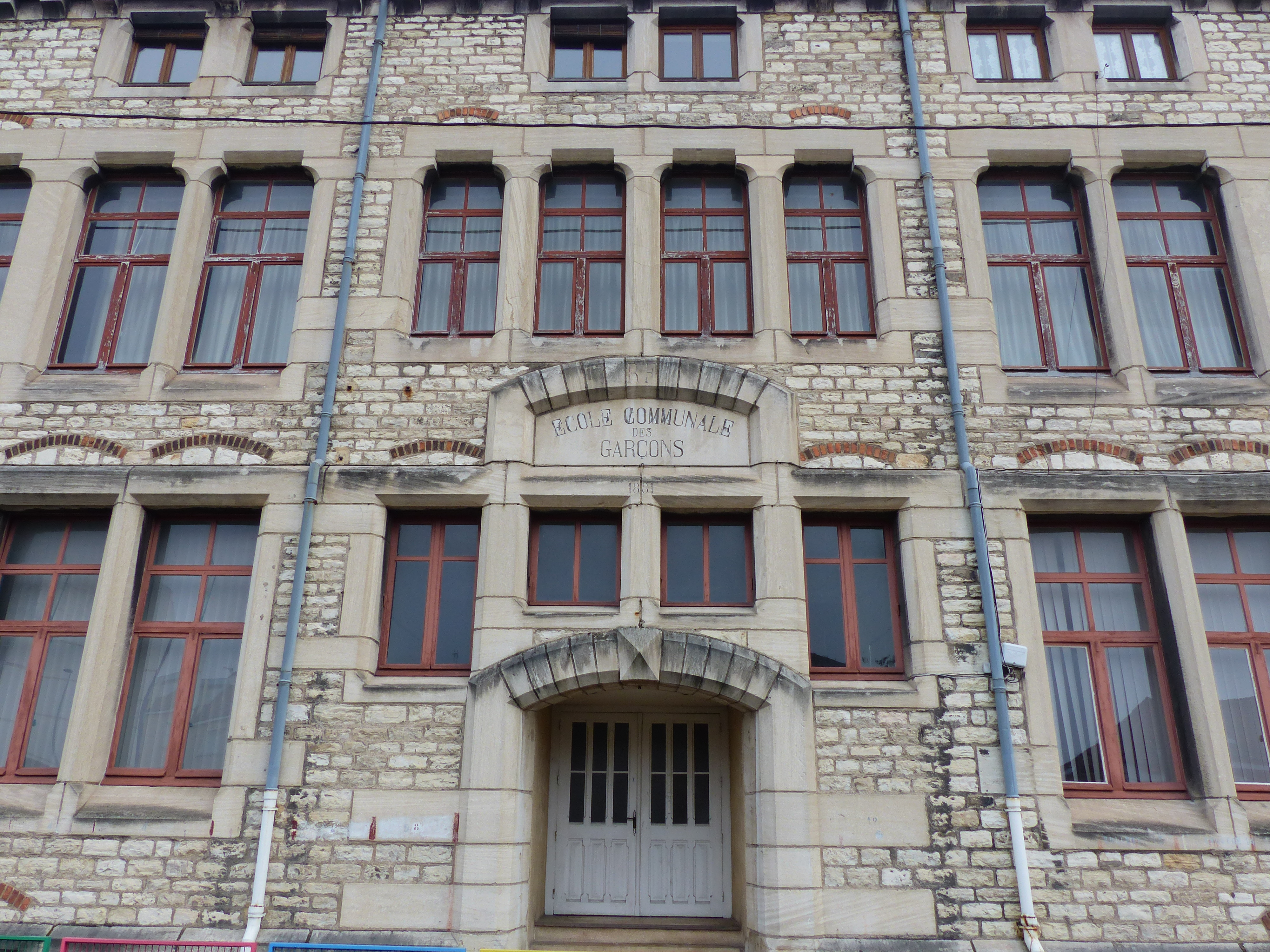
École du centre à Montceau-les-Mines.
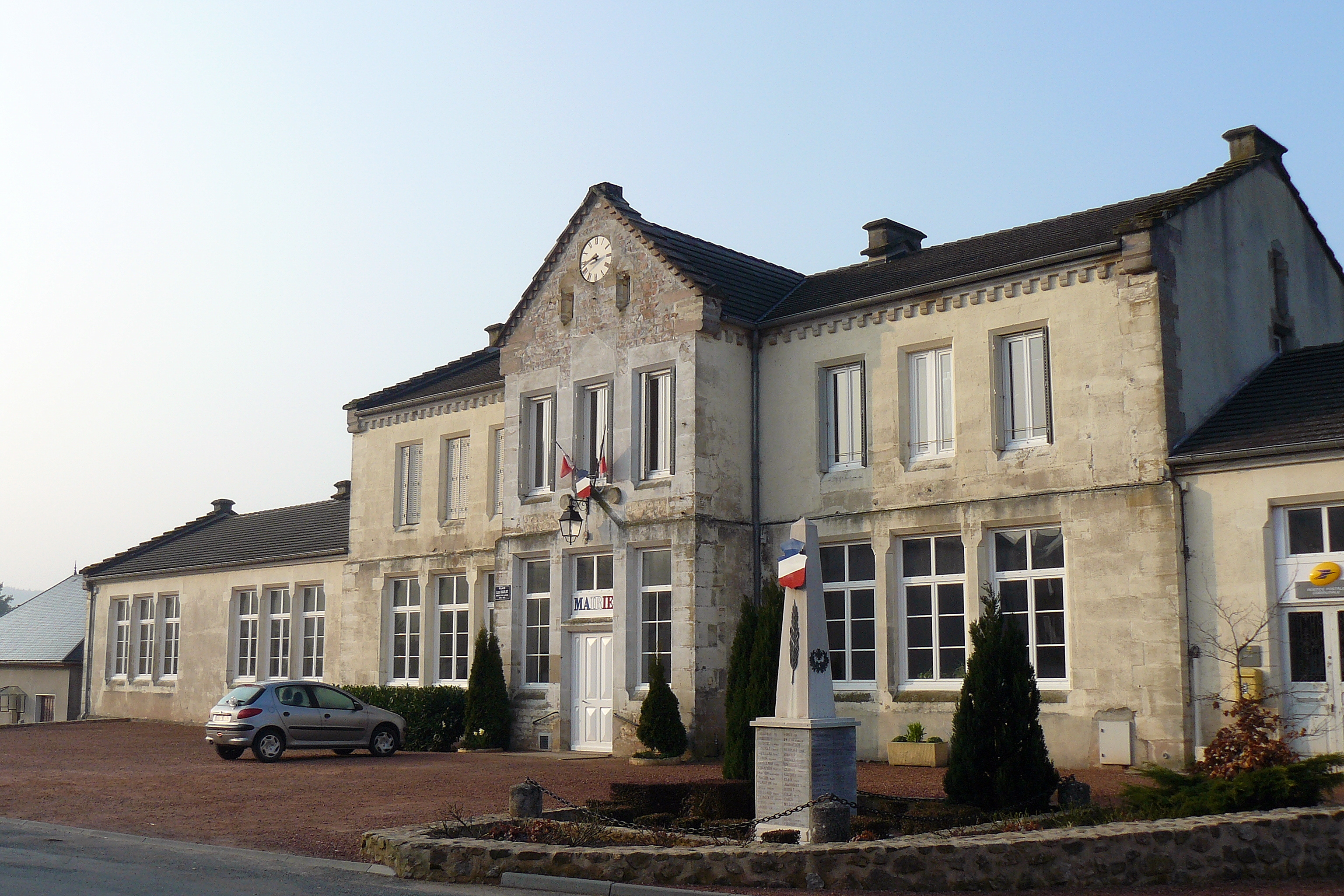
La mairie-école de Cussy-en-Morvan.
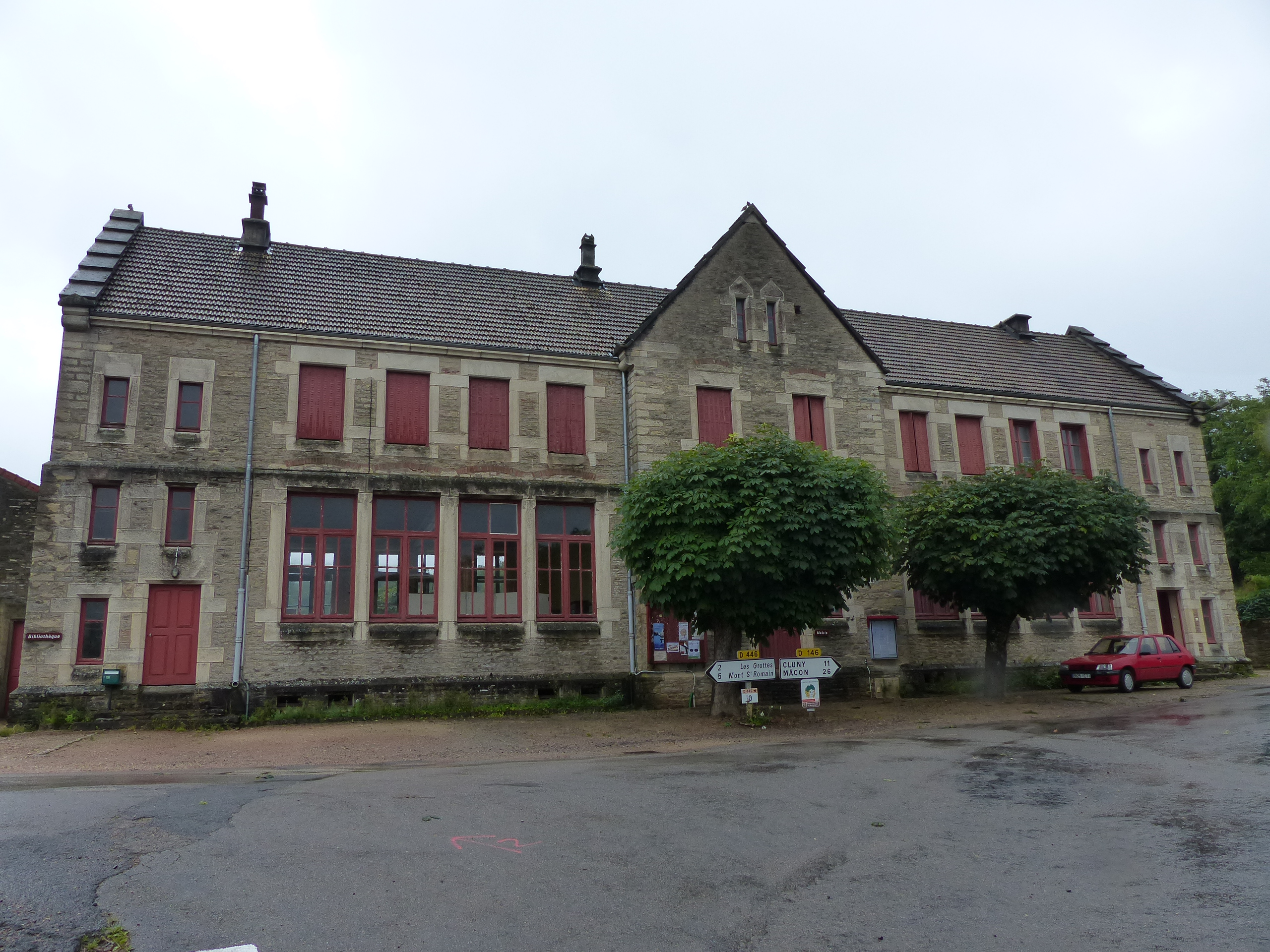
École de Blanot.
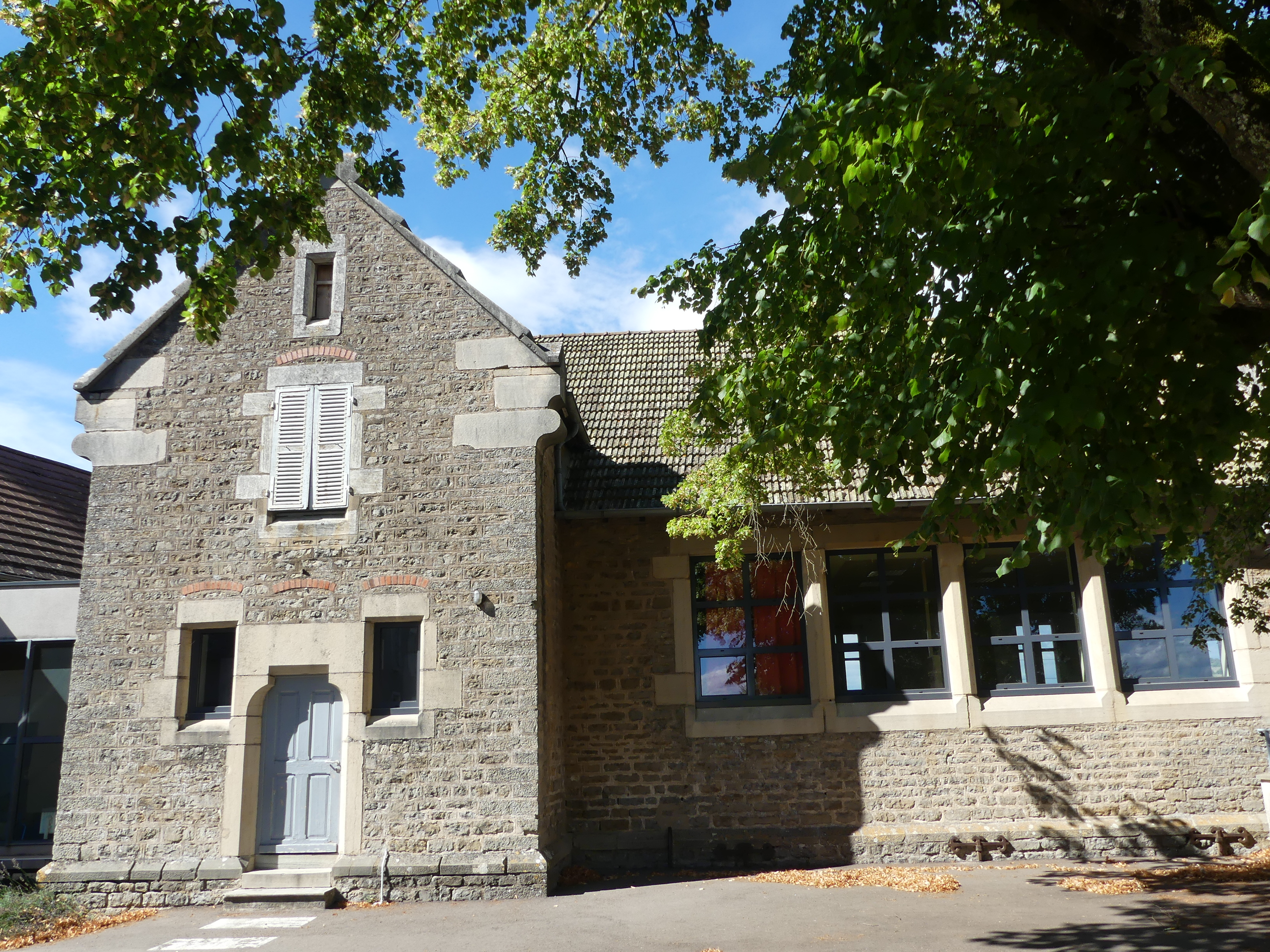
École de Moroges.
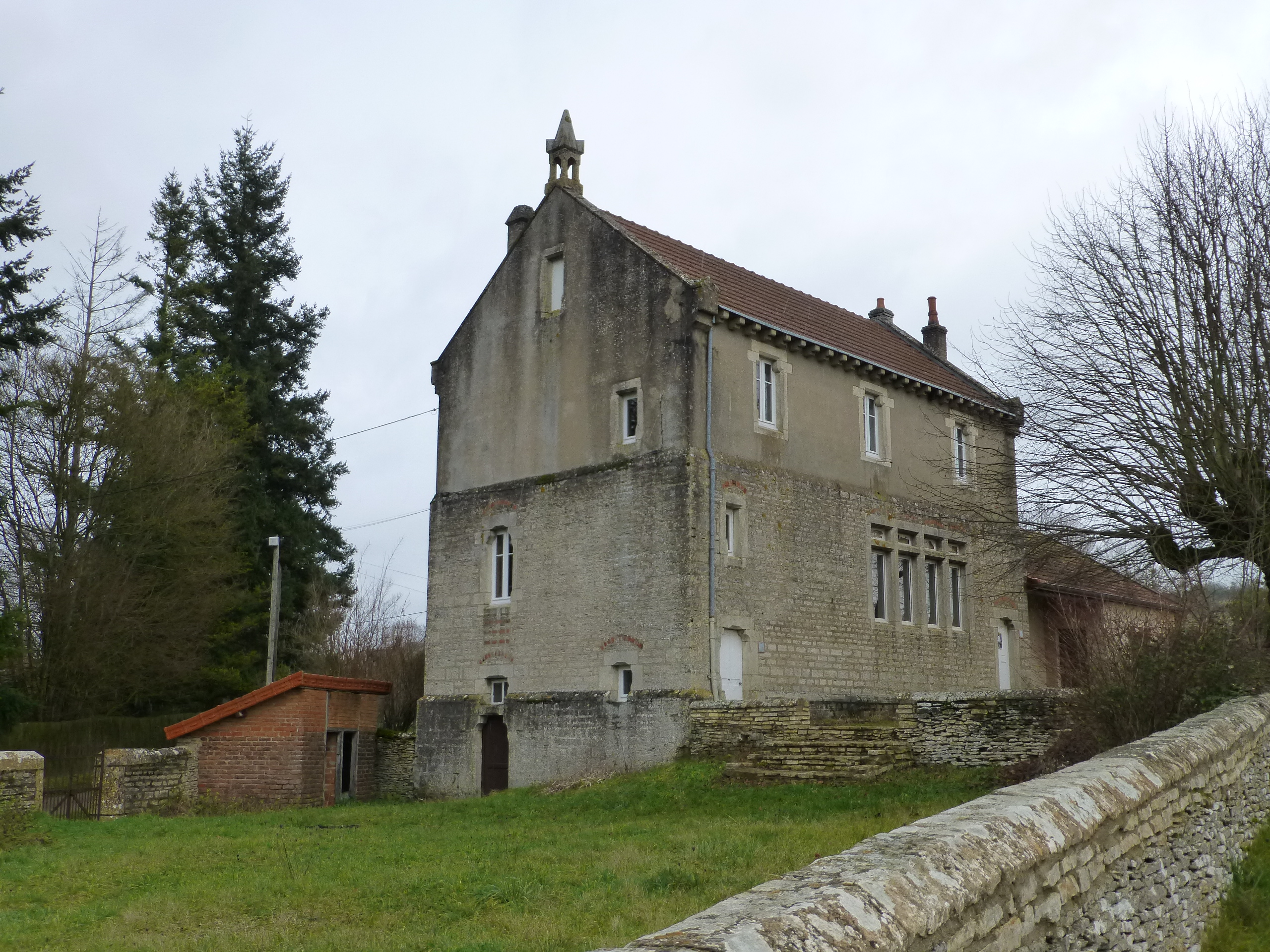
L'école de Savianges.
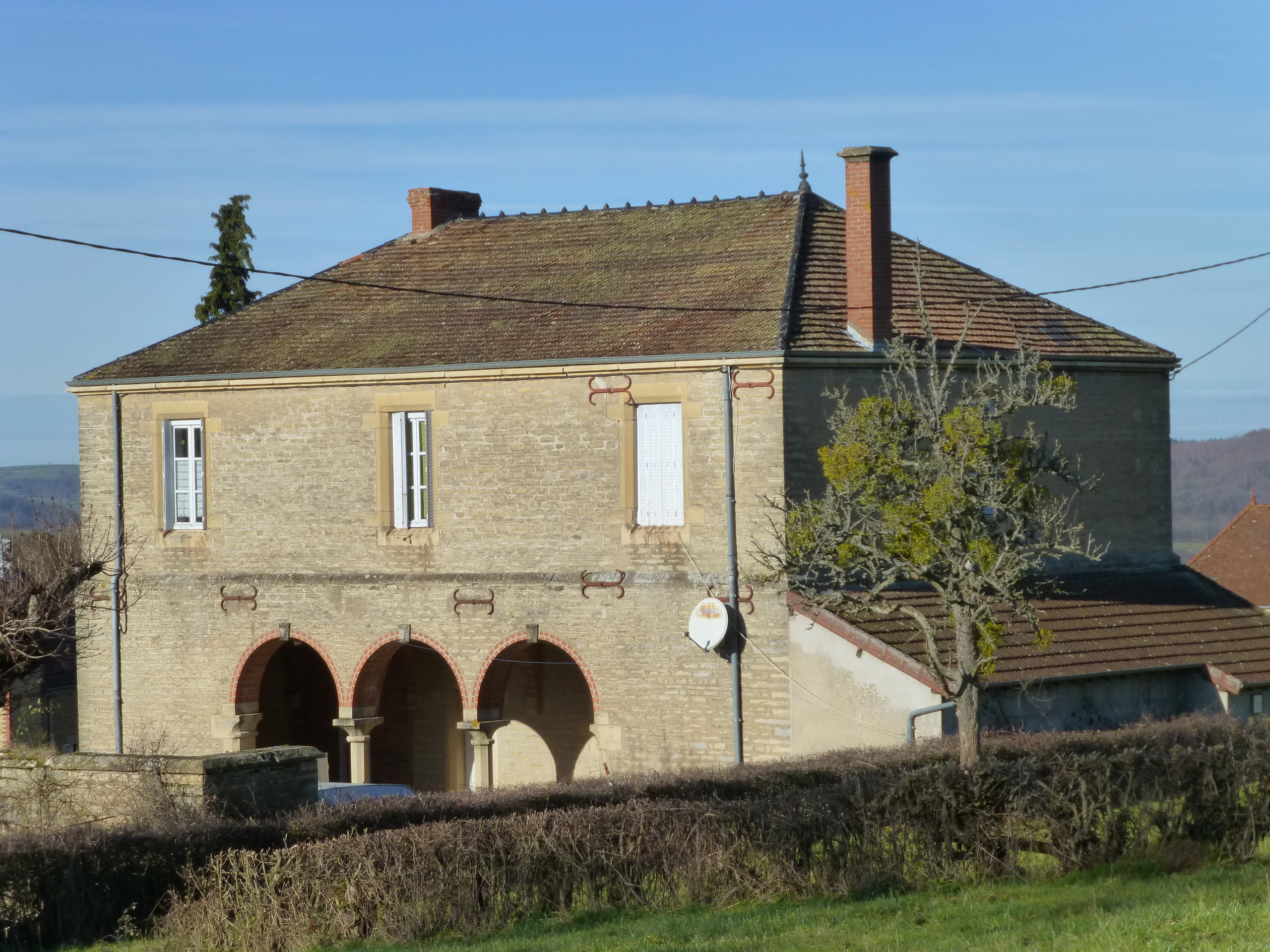
Mairie - école mixte de Bissy-sur-Fley[10].